# Antonio Salieri
Pour les articles homonymes, voir Salieri.
Œuvres principales
- Les Danaïdes (1784)
- Tarare (1787)
- Axur, re d'Ormus (1788)

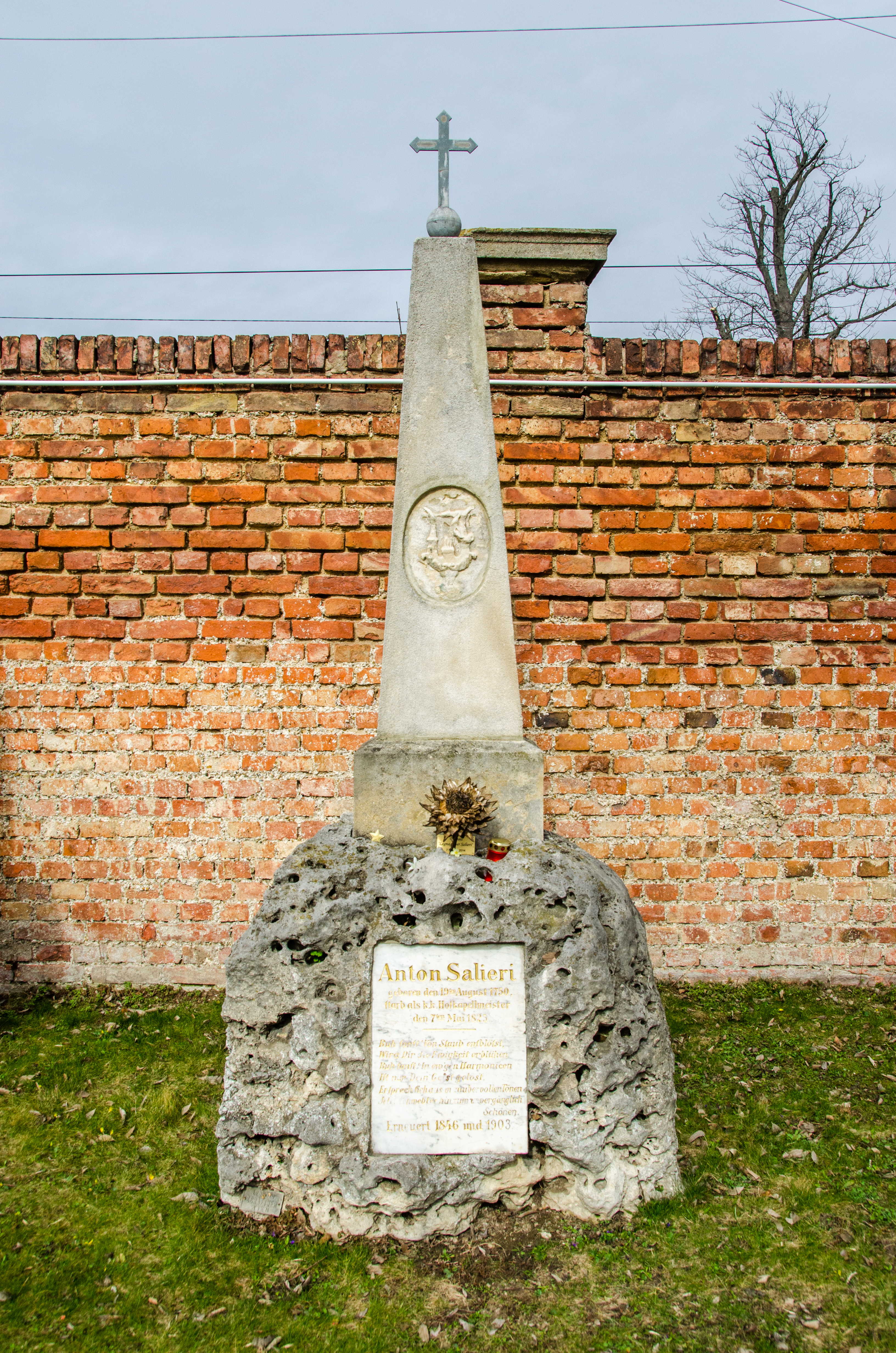
Tombe d'Antonio Salieri au Cimetière central de Vienne.

Antonio Salieri est un compositeur vénitien, né à Legnago dans la république de Venise le 18 août 1750 et mort à Vienne en Autriche le 7 mai 1825. Il occupe une place importante dans l'histoire de la musique classique. Malgré cela, sa vie et son œuvre sont aujourd'hui quelque peu oubliées du grand public, qui ne les entraperçoit que vaguement à travers la légende de sa rivalité avec Mozart.

## Biographie

### Carrière
Né à Legnago en 1750, le jeune Antonio étudie dès quinze ans le chant et la théorie à Venise. Son maître, Florian Gassmann, qui lui enseigne la composition, l'emmène à Vienne en 1766 où il le présente à Métastase et à Gluck.
Gassmann est un important personnage à Vienne, successeur de Gluck qui est une gloire locale, et c'est grâce à lui que Salieri se prépare à un avenir prestigieux. Il profite aussi du soutien de Gluck qui n'hésite pas à proposer Les Danaïdes sous son propre nom à l'académie de Musique de Paris, avant de révéler le nom du compositeur.
À la mort de Gassmann en 1774, Salieri est nommé compositeur de la cour et directeur de l'opéra italien. Il a 24 ans. En 1788, il est également nommé maître de chapelle de l'empereur, cumulant tous les postes supérieurs et assumant de ce fait une fonction de direction de la musique à la Cour, da Ponte étant « Poète impérial », responsable des livrets.
Il se rend à Milan, Venise, Rome et Paris pour les représentations de ses opéras.
Personnalité incontournable de la vie musicale viennoise de son époque, compositeur de nombreux opéras, dont certains à succès, Salieri est l'ami de Gluck et de Haydn et entretient des relations avec de nombreux autres compositeurs et musiciens importants. Certains de ses nombreux élèves deviennent plus tard célèbres : Beethoven, Schubert, Meyerbeer ainsi que le tout jeune Liszt ; d'autres marquent plus ou moins leur époque comme Hummel, Reicha, Moscheles, Czerny, Süssmayr et Franz Xaver Wolfgang Mozart (le dernier fils de Wolfgang Amadeus Mozart).
En 1792, Leopold Anton Kozeluch lui succède dans la charge de compositeur à la cour impériale du Saint-Empire.

### Les dernières années
Au tournant du XIXe siècle, Salieri diminue son activité créatrice, se consacrant presque exclusivement à l'écriture de musiques religieuses, la plupart vouées aux besoins de la chapelle impériale. Ses créations de l'époque témoignent également d'un fort attachement à la personne de l'empereur François II et à l’exaltation du sentiment nationaliste qui se répand en Autriche face aux ambitions napoléoniennes. Ainsi en témoigne la musique des Hussites, qu'il compose en partie en 1803 et qui est reprise dix-sept fois à Vienne. Salieri compose également un Te Deum qui est exécuté pour la première fois en décembre 1804 quand le souverain prend officiellement le titre d'empereur d'Autriche et un Requiem, la même année, pour ses propres obsèques.
Le vieux musicien perd successivement son fils et son épouse et limite ses activités à l'administration de la Société des amis de la musique de Vienne et à son école de chant. Pour autant, il reste une personnalité incontournable de la vie musicale dans la capitale autrichienne. Les honneurs s'accumulent : il devient membre de l'Académie suédoise, de l'Institut de France, reçoit la Légion d'honneur, la Médaille Civile d'or à chaîne d'or. En 1815, il compose Les 24 variations pour orchestre sur le thème de la Folia di Spagnia et entreprend de relire et corriger toutes ses anciennes partitions d'opéra.
À partir de 1820, Salieri est victime de crises de goutte ; sa santé diminue progressivement. Trois ans plus tard, il se blesse grièvement à la tête et ses jambes se paralysent. En octobre, il est transporté au grand hôpital de Vienne, dans un état sénile, puisqu'il devient impossible de le soigner chez lui. Peut-être a-t-il tenté, à cette époque, de se suicider. En juin 1824, il est officiellement mis à la retraite par la Cour qui lui maintient toutefois son salaire. Il meurt le 7 mai 1825 vers huit heures du soir. Tout le personnel de la chapelle impériale accompagne son cortège funèbre, ainsi que de nombreux compositeurs présents à Vienne et, quelques jours plus tard, son Requiem est joué dans l'église italienne de Vienne par ses élèves, selon ses volontés. Il est inhumé dans le Cimetière central de Vienne, dans la partie 0 du cimetière (accès par la porte 2).

## Postérité

### Mozart et Salieri
La rumeur accusant Salieri d'avoir organisé la mort de Mozart — son cadet de six ans — semble être colportée depuis la parution de la pièce de Pouchkine, Mozart et Salieri qui parut cinq ans après la mort du musicien en 1830 (mise en musique par Rimski-Korsakov). Cette nouvelle a été reprise par Peter Shaffer dans sa pièce célèbre Amadeus dont Miloš Forman tira le film du même nom. Salieri, dans un accès de folie, aurait déclaré avoir empoisonné Mozart et se serait récusé plus tard. L'accusation de meurtre n'est fondée sur aucun fait réel. Ceci malgré la jalousie qu'aurait pu légitimement ressentir Salieri à l'égard de la musique de Mozart et la rivalité existant avant 1784. À la lecture de la correspondance de Mozart, celle-ci visait plutôt à satisfaire une demande du père de Mozart qu'une haine entre les deux hommes. En 1785, Mozart co-compose même avec Salieri, ainsi qu'avec Cornetti, Per la ricuperata salute di Ofelia. Cette très courte cantate s'avère être une « publicité » annonçant La Grotta di Trofonio, œuvre de Salieri, le manuscrit signé par les trois noms a été retrouvé début 2022.
L'hypothèse de meurtre est actuellement abandonnée, car Salieri était un puissant personnage à Vienne et ne pouvait être jaloux de Mozart qui obtenait des succès moindres. Salieri a plutôt aidé Mozart et fut l'une des rares personnes présentes à ses obsèques. En outre, la veuve du compositeur, Constance Mozart, a confié son fils Franz-Xaver à Salieri pour le former — et celui-ci a accepté — fait impensable si les relations personnelles entre les deux hommes avaient été si mauvaises. Par ailleurs, Salieri s'évertua à faire connaître la musique de Mozart, dont il avait, comme Joseph Haydn, reconnu le véritable génie.
Le livret de Così fan tutte, écrit par Lorenzo Da Ponte sur commande de Joseph II, fut tout d'abord proposé à Salieri qui en composa quelques numéros, avant d'abandonner, effrayé par le manque de moralité du livret. Ce fut finalement Mozart qui composa l'œuvre que nous connaissons. Il en va de même de la composition de La Clemenza di Tito, proposée préalablement à Salieri qui recommanda Mozart. Salieri félicita Mozart pour La Flûte enchantée, singspiel allemand, après avoir assisté à une représentation.
Le rôle que, selon cette légende, Salieri aurait joué dans la commande du Requiem de Mozart est contredit par les recherches des historiens, qui ont mis en lumière le mystérieux commanditaire du Requiem de Mozart : il s'agirait du comte Franz de Walsegg, lequel souhaitait honorer la mémoire de son épouse morte le 14 février 1791 et aurait envoyé un domestique à Mozart pour lui passer commande du Requiem. Mozart mourut épuisé, très malade, abandonné et endetté par ses excès. Il recevait de la Cour un traitement de musicien de 800 florins par an, une somme importante.
Concernant les vraies causes de la mort de Mozart à 35 ans, on trouve chez les biographes des versions différentes. Plusieurs causes sont évoquées et le débat n'est pas clos. Le médecin appelé lors du décès a fait état d'une fièvre miliaire expliquant son obésité.

### Popularité

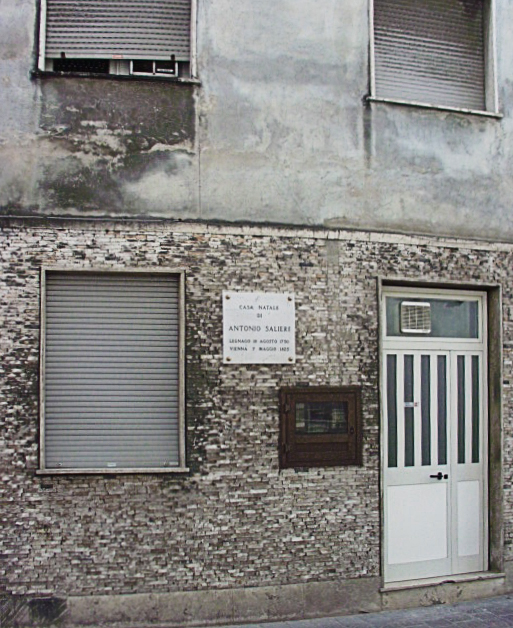
Maison natale d'Antonio Salieri à Legnago (Vérone).

Des airs très populaires de Salieri furent réutilisés pour des chansons. Ainsi l'air de Calpigi, extrait de son opéra Tarare (1787), fut employé par le célèbre Pierre Jean de Béranger pour trois de ses chansons : La Sainte-Alliance barbaresque, Nabuchodonosor et les Orangs-Outangs. Quand en 1846, 39 fameux chansonniers de goguettes parisiennes, au nombre desquels Charles Gille, Pierre Lachambeaudie, Charles Colmance, Élisa Fleury, etc., rédigent collectivement une très longue chanson comique, ils choisissent la même musique comme un des deux airs possibles sur lequel placer la chanson.
Salieri influença le compositeur allemand Leopold Schefer lors de leur collaboration à Vienne durant la période 1816-1817.

### Salieri de nos jours
Ce compositeur retrouve, aujourd'hui, une place plus conforme à son œuvre. On redécouvre des pièces comme les XXVI Variations sur La folia di Spagna (1815), pour orchestre et violon solo. Il s'agit de l'une de ses dernières œuvres : on ne trouve aucun autre cycle de variations orchestré d'importance avant Brahms (Variations sur un thème de Haydn).
Son opéra L'Europa riconosciuta fut joué lors de l'inauguration du théâtre lyrique de Milan, La Scala le 3 août 1778. Il l'a été à nouveau lors de la réouverture après travaux de la Scala le 7 décembre 2004. Le spectacle fut retransmis en direct à la radio.
L'opéra buffa La grotta di Trofonio a été donné à l'Opéra de Lausanne, les 6, 9, 11, 13, et 15 mars 2005 par Les Talens Lyriques dirigés par Christophe Rousset.
L'opéra Il mondo alla rovescia a été joué au Théâtre Salieri de Legnago (Italie) pour la première fois dans les temps modernes en novembre 2009, une coproduction entre la Fondazione Culturale Antonio Salieri et la Fondazione Arena di Verona dans le Salieri Opera Festival. Le Salieri Opera Festival a produit en 2010 et 2011 le spectacle de danse Varietas Delectat, dirigé par Antonio Giarola interprété par RBR Dance Company sur une musique entièrement tirée du répertoire salierien et présenté au Théâtre de l'Ermitage au printemps 2012 à Saint-Pétersbourg.
La mezzo-soprano Cecilia Bartoli a consacré un enregistrement chez Decca, constitué d'airs extraits d'opéras, et effectue avec ce programme, une tournée européenne. La soprano-colorature allemande Diana Damrau a également enregistré sur un album récent, intitulé Arie di Bravura, plusieurs airs de Salieri, extraits notamment de Semiramide, La Finta Scema, L'Europa riconosciuta, ou encore Cubilai, gran Khan dei Tartari.
Axur Re d'Ormus et Tarare la version française, joués 128 fois jusqu'en 1825, sont aujourd'hui reconnus comme des opéras d'une grande qualité musicale. Jean-Claude Malgoire a repris l’œuvre en 1988.
Antonio Salieri est interprété par l'acteur F. Murray Abraham dans le film Amadeus de Miloš Forman, rôle pour lequel il reçut l'Oscar du meilleur acteur.
On le retrouve aussi interprété par le chanteur Florent Mothe dans la comédie musicale Mozart, l'opéra rock avec les chansons : Le bien qui fait mal, L'Assasymphonie, Victime de ma victoire et Vivre à en crever avec Mikelangelo Loconte, Debout les fous et C'est bientôt la fin. Salieri y est montré jeune et animé d'une jalousie sans limite envers les œuvres de Mozart dont il reconnaît la grande beauté.

## Œuvres
Antonio Salieri laisse environ 350 œuvres.

### Opéras
- La vestale (1768, Vienne)
- Le donne letterate (commedia per musica, livret de Giovanni Gastone Boccherini, 1770, Vienne)
- L'amore innocente (pastorale, livret de Giovanni Gastone Boccherini, 1770, Vienne)
- Don Chisciotte alle nozze di Gamace (divertimento teatrale, livret de Giovanni Gastone Boccherini, basé sur le Don Quichotte di Miguel de Cervantes, 1771, Vienne)
- La moda, ossia I scompigli domestici (livret de Pietro Cipretti, 1771, Vienne)
- Armida (dramma per musica, livret de Marco Coltellini, basé sur la Gerusalemme liberata de Torquato Tasso, 1771, Vienne)
- La fiera di Venezia (commedia per musica, livret de Giovanni Gastone Boccherini, 1772, Vienne)
- Il barone di Rocca antica (intermezzo, livret de Giuseppe Petrosellini, 1772, Vienne)
- La secchia rapita (dramma eroicomico, livret de Giovanni Gastone Boccherini, puis Alessandro Tassoni, 1772, Vienne)
- La locandiera (dramma giocoso, livret de Domenico Poggi, puis Carlo Goldoni, 1774, Vienne)
- La calamita de' cuori (dramma giocoso, livret de Carlo Goldoni, 1774, Vienne)
- La finta scema (commedia per musica, livret de Giovanni De Gamerra, 1775, Vienne)
- Daliso e Delmita (azione pastorale, livret de Giovanni De Gamerra, 1776, Vienne)
- L'Europa riconosciuta (dramma per musica, livret de Mattia Verazi (it), 1778, Milan)
- La scuola de' gelosi (dramma giocoso, livret de Caterino Mazzolà, 1779, Venise)
- La partenza inaspettata (intermezzo, livret de Giuseppe Petrosellini, 1779, Rome)
- Il talismano (1° atto) (dramma giocoso, livret de Carlo Goldoni, 1779, Milan; musique en collaboration avec Giacomo Rust (2e et 3e acte))
- La dama pastorella (intermezzo, livret de Giuseppe Petrosellini, 1780, Rome)
- Der Rauchfangkehrer, oder Die unentbehrlichen Verräther ihrer Herrschaften aus Eigennutz (musikalisches Lustspiel, livret de J. Leopold von Auenbrugger, 1781, Vienne)
- Semiramide (dramma per musica, livret de Pietro Metastasio, 1782, Monaco)
- Les Danaïdes (tragédie en musique, Marius François Du Roullet/Baron Tschudi, puis Ranieri de' Calzabigi, 1784, Paris)
- Il ricco d'un giorno (dramma giocoso, livret de Lorenzo Da Ponte, 1784, Vienne)
- La grotta di Trofonio (opera comica, livret de Giovanni Battista Casti, 1785, Vienne)
- Prima la musica e poi le parole (divertimento teatrale, livret de Giovanni Battista Casti, 1786, Vienne)
- Les Horaces (en) (tragédie en musique, livret de Nicholas-François Guillard, puis Pierre Corneille, 1786, Versailles)
- Tarare (tragédie en musique, livret de Pierre-Augustin Caron de Beaumarchais, 1787, Paris)
- Axur re d'Ormus (dramma tragicomico, livret de Lorenzo Da Ponte, basé sur le Tarare de Pierre-Augustin Caron de Beaumarchais, 1788, Vienne)
- Cublai gran kan de' Tartari (dramma eroicomico, livret de Giovanni Battista Casti, 1788)
- Il pastor fido (dramma tragicomico, livret de Lorenzo Da Ponte, puis Battista Guarini, 1789, Vienne)
- La cifra (dramma giocoso, livret de Lorenzo Da Ponte, basé sur La dama pastorella de Giuseppe Petrosellini, 1789, Vienne)
- Catilina (livret de Giovanni Battista Casti, 1792)
- Il mondo alla rovescia (dramma giocoso, livret de Caterino Mazzolà, basé sur L'isola capricciosa, 1795, Vienne)
- Eraclito e Democrito (commedia per musica, livret de Giovanni De Gamerra, 1795, Vienne)
- Palmira regina di Persia (dramma eroicomico, livret de Giovanni De Gamerra, basé sur La princesse de Babylone de Voltaire, 1795, Vienne)
- Il moro (commedia per musica, livret de Giovanni De Gamerra, 1795, Vienne)
- Falstaff, ossia Le tre burle (dramma giocoso, livret de Carlo Propero Defranceschi, basé sur The Merry Wives of Windsor, 1799, Vienne)
- Cesare in Farmacusa (dramma eroicomico, livret de Carlo Propero Defranceschi, 1800, Vienne)
- L'Angiolina, ossia Il matrimonio per sussurro (opera buffa, livret de Carlo Propero Defranceschi, basé sur l’ Epicoene de Ben Johnson, 1800, Vienne)
- Annibale in Capua (dramma per musica, livret de Antonio Simeone Sografi (it), 1801, Trieste)
- La bella selvaggia (opera buffa, livret de Giovanni Bertati, 1802)
- Die Neger (Singspiel, livret de Georg Friedrich Treitschke, 1804, Vienne)

### Oratorios
- La passione di Gesù Cristo (le 18 décembre 1777, Vienne)

## Discographie sélective

### Concerti et ouvertures
- Concerto pour flûte et hautbois en ut majeur (1774) - Aurèle Nicolet, flûte ; Heinz Holliger, hautbois ; Academy of St Martin in the Fields, dir. Kenneth Sillito (juin 1985, Philips Classics 416 359-2).
- Concerti pour piano nos 1 et 2 (1773) - Andreas Staier, pianoforte ; Concerto Köln (Teldec) — avec le Concerto de Štěpán (OCLC 717806338).
- Concerti pour piano nos 1 et 2 (1773) ; Ouvertures : Les Horaces (1786), Semiramide  (1782) ; Variations sur la folia (1815) - Philharmonia Orchestra, dir. et piano Pietro Spada (1995, ASV DCA 955).
- Salieri. Ouvertures - Orchestre symphonique de la radio slovaque, dir. Michael Dittrich (22-27 avril 1991, 11-13 mai 1992, Marco Polo / Naxos 8.554838) (OCLC 937580637 et 937580635).

### Vocale
- La Passionne (1776) - Das Neue Orchester, dir. Christoph Spering (2003, Capriccio 60 100).
- Cecilia Bartoli, The Salieri Album - Orchestre de l'âge des Lumières, dir. Ádám Fischer (mars-avril 2003, SACD Decca 470 631-2) (OCLC 936952523).
- La Grotta di Trofonio - Les Talens Lyriques, dir. Christophe Rousset (Ambroisie, 2005).
- Arie di Bravura Diana Damrau, Le Cercle de l'Harmonie, dir. Jérémie Rhorer (17-24 décembre 2005, Virgin) (OCLC 709960584).
- Les Danaïdes - Michael Hoffsetter (2006, 2CD Oems OC 909).
- Tarare - Les Talens Lyriques, dir. Christophe Rousset (Aparté, 2019) 5051083-143509 ; DVD.
- Falstaff - Orchestre symphonique de la radio de Stuttgart, dir. Arnold Östman (Festival de Schwetzingen 1996, DVD Arthaus, 2000).
- Tarare - Deutsche Händel-Solisten, dir. Jean-Claude Malgoire (Festival de Schwetzingen 1988, DVD Arthaus, 2005).